# Nerocila madrasensis
Nerocila madrasensis is een pissebed uit de familie Cymothoidae. De wetenschappelijke naam van de soort is voor het eerst geldig gepubliceerd in 1978 door Ramakrishna & Ramaniah.